# Sauzé-Vaussais
Sauzé-Vaussais korábbi község Franciaország Új-Aquitania régiójában, Deux-Sèvres megyében. 2025. január 1-jén négy másik korábbi községgel egyesült és az így létrejött Sauzé-entre-Bois új község része lett.
Lakosainak száma 1497 fő (2022. január 1.). Sauzé-Vaussais Londigny, Montjean, La Chapelle-Pouilloux, Limalonges, Lorigné és Mairé-Levescault községekkel határos.

## Népesség
A település népessége az elmúlt években az alábbi módon változott:
| Lakosok száma | 1613 | 1626 | 1665 | 1596 | 1555 | 1514 | 1505 | 1495 | 1497 |
|               | 2013 | 2015 | 2016 | 2017 | 2018 | 2019 | 2020 | 2021 | 2022 |